# Перлит (порода)

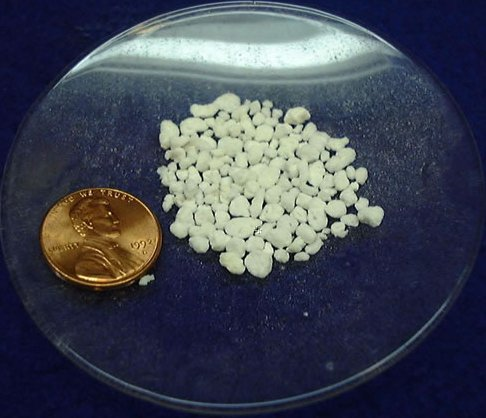

Перли́т (фр. perlite, от perle — жемчуг) — горная порода вулканического происхождения.
На кромке потока лавы, в местах первичного соприкосновения магматических расплавов и земной поверхности, в результате быстрого охлаждения (закалки) лавы формируется вулканическое стекло — обсидиан. В дальнейшем под воздействием подземных вод происходит его гидратация, и, как результат, образование перлита.
Для перлита характерна мелкая концентрически-скорлуповатая отдельность (перлитовая структура), по которой он распадается на округлые ядра (перлы), напоминающие жемчужины с характерным блеском. Среди других вулканических пород перлит отличается наличием конституционной воды (более 1 %). Пористость может составлять 8—40 %.
Перлит может иметь чёрную, зелёную, красно-бурую, коричневую, белую окраску различных тонов. Разновидности перлита: обсидиановый (с примесями обсидиана), сферолитовый (с примесями полевого шпата), смолянокаменный (однородный по составу), стекловатый и другие.
По текстурным признакам выделяют массивный, полосчатый, брекчиевидный и пемзовидный перлиты.

## Состав
Основные компоненты перлита: диоксид кремния SiO2 (65—75 %), оксид алюминия AI2O3 (10—16 %), оксид калия К2О (до 5 %), оксид натрия Na2O (до 4 %), оксид железа(III) Fe2O3 (от долей до 3 %), оксид магния MgO (от долей до 1 %), оксид кальция CaO (до 2 %), вода H2O (2—6 %). Могут присутствовать также другие химические элементы.

## Свойства
Для перлита характерна мелкая концентрически-скорлуповатая отдельность (перлитовая структура), по которой он распадается на округлые ядра (перлы), напоминающие жемчужины с характерным блеском. Среди других вулканических пород перлит отличается наличием конституционной воды (более 1 %). Пористость может составлять 8—40 %. Перлит может иметь чёрную, зелёную, красно-бурую, коричневую, белую окраску различных тонов.
Разновидности перлита:
• Обсидиановый (с примесями обсидиана);
• Сферолитовый (с примесями полевого шпата);
• Смолянокаменный (однородный по составу);
• Стекловатый и др.
По текстурным признакам выделяют:
• Массивный;
• Полосчатый;
• Брекчиевидный;
• Пемзовидный.
Вспученный перлит — сыпучий, пористый, рыхлый, лёгкий, долговечный материал. Огнестоек: температура применения — от −200 до +900 °C. Обладает тепло- и звукоизолирующими свойствами, высокой впитывающей способностью: способен впитать жидкости до 400 % собственного веса. Биологически стоек: не подвержен разложению и гниению под действием микроорганизмов, не является благоприятной средой для насекомых и грызунов. Химически инертен: нейтрален к действию щелочей и слабых кислот. Перлит является экологически чистым и стерильным материалом, не токсичен, не содержит тяжёлых металлов.

## Применение перлита
- Перлит может применяться в естественном виде в строительстве, но чаще используется вспученный перлит, что позволяет повысить характеристики тепло-, звукоизоляции и пожаробезопасности возводимых сооружений, при этом значительно сократив массу и объёмы конструкций. Вспученный перлит применяется самостоятельно (в качестве замены песка и щебня, теплозвукоизоляционной засыпки для полов, стен, кровли) или в смесях с другими строительными материалами (как компонент при изготовлении теплоизоляционных изделий, тёплых штукатурок, лёгких строительных растворов, наполнителей для линолеума, красок, сухих строительных смесей).
  - При устройстве спортивных площадок и полей для гольфа перлит добавляется в почву перед посевом травы. Благодаря этому поле не затопляется и не размывается в дождливые периоды, не пересыхает и сохраняет травяной покров в периоды засухи.
- Перлит — абразивный материал.
- Адсорбент:
  - при разливе нефти или мазута. При этом нефтепродукты легко выгорают из впитавшего их перлита.
  - Перлит добавляется в тампонажные цементы, предназначенные для крепления нефтяных и газовых скважин.
  - В жилищно-коммунальном хозяйстве перлит применяется для очистки водопроводной воды после её химического обеззараживания и перед доведением её до потребителя, для очистки сточных вод.
  - В пищевой промышленности. Например: Фильтр для очистки вин, сахарных сиропов, пива, фруктовых соков, растительных масел.
  - В экологии: очистка поверхностей водоемов и земель от химических и промышленных загрязнений, радионуклидов.
  - В медицинской промышленности (для фильтрации фармацевтических препаратов).
- В стекольной, металлургической, химической отраслях промышленности, сельском хозяйстве (агроперлит).
- В табачной промышленности. Перлит, пропитанный глицерином, пропиленгликолем и ароматизатором, используется при курении кальяна вместо табака.

## Применение агроперлита
Агроперлит — это вспученный перлит фракций 1—5 мм, наиболее подходящих для применения в сельском хозяйстве в следующих целях.
- Для проращивания семян и укоренения черенков. Замена воды на перлит при водном укоренении черенков позволяет избежать их загнивания. При выращивании рассады овощных и цветочных культур в перлите, реже наблюдаются грибковые заболевания (чёрная ножка и другие). Однако необходимо помнить, что перлит не содержит питательных веществ и для того, чтобы получить здоровую рассаду, необходимо поливать ростки водным раствором удобрений и применять бактериальные препараты для создания особой микрофлоры. При этом следует использовать комплексные удобрения, а не кальциевые препараты, так как последние приведут к смещению нейтральной pH-реакции перлита в щелочную сторону.
- Для равномерного распределения семян на поверхности почвы. Для того, чтобы семена равномерно распределились по поверхности почвы, их смешивают с мелким перлитом. Им же можно присыпать семена после посева для защиты от плесени и пересыхания. Так как перлит пропускает некоторое количество солнечных лучей, им можно присыпать даже светочувствительные семена.
- Для посадочной смеси. Использование перлита в качестве компонента субстрата (до 40 %) позволяет значительно улучшить характеристики посадочной смеси. Повышается пористость и рыхлость, а значит, воздухопроницаемость, предотвращается слеживание, комкование, уплотнение, затвердение почвы, образование поверхностной корки. Корни равномерно развиваются по всему земляному кому. Кроме кондиционирования почвы перлит защищает корневую систему от внешних перепадов температуры. Субстрат с перлитом меньше охлаждается в холодное время и не перегревается в жаркие периоды, сглаживаются суточные колебания температуры. Вода и растворы питательных веществ впитываются перлитом (100 г перлита могут вобрать до 400 мл воды) и постепенно отдаются растению. Достигается сокращение количества поливов, экономия воды (уменьшаются потери воды от испарения и дренажа) и удобрений (не вымываются). Предотвращается загнивание корней из-за избыточного полива и застоя воды. Благодаря капиллярному распространению влаги, почва увлажняется равномерно. Применение перлита снижает общий вес земельной смеси, что наиболее актуально для крупномеров.
- Для гидропонного выращивания растений. Перлит используют в чистом виде или в качестве компонента субстрата при гидропонном выращивании растений на питательных растворах. Перлит крупных фракций используют самостоятельно или в смеси с керамзитом в качестве дренажного слоя на дне посадочной ёмкости.
- Для повышения влажности воздуха. Хорошо смоченный перлит крупных фракций, разложенный на поддоны возле растений, повысит влажность воздуха в помещениях в засушливые периоды и отопительный сезон. При этом вода с поверхности перлита будет испаряться постепенно, и эффект будет не так мимолетен, как после опрыскиваний.
- Для мульчирования верхнего слоя земли.
- Перлит — благоприятная среда для хранения луковиц, клубней, клубнелуковиц, корневищ. Посадочный материал укладывают послойно, без взаимного соприкосновения, пересыпая слоями перлита 2—7 см. Таким образом обеспечивается защита от гниения, неблагоприятных внешних температурных и водных воздействий, преждевременного роста.

## Садоводство
Перлит используется и в садоводстве.
* Семена держат во влажном перлите до тех пор, пока не проклюнутся, затем высаживают в открытый грунт.
- Внесение перлита в почву позволяет значительно улучшить её структуру: повысить аэрационные свойства тяжелых глинистых почв, увеличить влагоёмкость лёгких песчаных почв. За счет нейтрального показателя pH перлит позволяет несколько снизить кислотность почвы и затормозить процессы засоления грунта. Предотвращается заболачивание почв в результате продолжительных дождей и паводков, активное развитие мхов и влаголюбивых сорняков на низинных участках.
- Излишне внесенные удобрения впитываются и постепенно отдаются растениям.
- За счет низкой теплопроводности перлита предотвращается вымерзание корневой системы в ранневесенний период (при высадке рассады) и при зимовке растений в открытом грунте (с применением укрывных материалов). Полное разрушение зерен агроперлита (фракция 5 мм) происходит через 3—4 года после внесения при многократных перекопках и рыхлении.
- Вспученный перлит — благоприятная среда для длительного хранения урожая (овощей, фруктов). Перлит в чистом виде или обработанный фунгицидами защищает урожай от внешних влияний (перепады температур, влажность), предотвращает грибковые заболевания (плесени, гнили), поглощает продукты газообмена. Снижается количество отходов, замедляются процессы прорастания. Урожай закладывают послойно, без взаимного соприкосновения, пересыпая слоями перлита до 5 см.
- Мульчирование почвы.

## Ландшафтный дизайн
- Перлит позволяет облегчить уход за газонами и лужайками. Внесение вспученного перлита в почву перед посевом семян защитит газоны от затопления и пересыхания.
- В агропромышленном комплексе перлит, кроме мелиоранта, сорбента, мульчи, служит носителем химикатов длительного действия, добавкой к удобрениям для предотвращения слеживания и обеспечения их равномерного распределения при внесении в грунт; применяется в качестве стерильного и биостойкого упаковочного материала для хранения и транспортировки черенков, «покоящихся» луковиц и клубней.

## Недостатки
- Мелкий перлитовый песок сильно пылит, что неблагоприятно сказывается на лёгких и глазах. Поэтому перед использованием перлит следует смочить из распылителя, а работать в респираторе или маске. При попадании пыли в глаза их обильно промывают водой. Кроме того, увлажненный перлит не будет подниматься на воде при поливах и оттягивать всю влагу на себя.

- Перлит продается не во всех магазинах. Возможна продажа под видом перлита искусственных материалов, не обладающих его свойствами.
- Может быть дорогим при больших потребностях (в садоводстве). Есть более дешевые и бесплатные заменители.
- Белый цвет перлита затрудняет диагностику почвенных вредителей (корневого червеца, мучнистого червеца, личинок грибного комарика).
- Перлит имеет нейтральный показатель pH. При выращивании растений в чистом перлите и поливе жесткой водой может произойти сдвиг pH субстрата в щелочную сторону, что угнетающе подействует на рост растений и заблокирует доступность для них питательных веществ.
- Имеет положительный электрический заряд, в связи с чем не может удерживать положительные ионы удобрений, не участвует в процессе ионного обмена.

## Возможные аналоги и заменители
Вермикулит, кирпичная крошка, мелкий керамзит, пенопластовая крошка, песок (последние два компонента придают субстрату пористость и рыхлость, но не удерживают воду).
Часто перлит используют совместно с вермикулитом.
Преимущества перлита перед вермикулитом: капиллярное распространение влаги, легче отдает воду растению, быстрее просыхает между поливами.
Преимущества вермикулита перед перлитом: меньшая усадка при измельчении (меньше слеживается), не образует пустот при засыпке, малые абразивные свойства (не причиняет механических повреждений корням), меньшая гигроскопичность, ионообменная способность.

## Срок годности перлита
Срок годности и действия перлита не ограничен и обусловлен сохранностью его структуры.